# اوله
اوله (به هلندی: Oele) یک منطقهٔ مسکونی در هلند است که در هنگلو واقع شده‌است.